# Десети Доктор
Десети Доктор је инкарнација Доктора, протагонисте британске научнофантастичне телевизијске серије Доктор Ху. Глумио га је глумац Дејвид Тенант у 3 серијала и 9 специјала. Лик се такође појавио у другим спиноф медијима Доктора Хуа. Ера Тенантовог Десетог Доктора је веома цењена међу обожаваоцима серије и он се сматра једном од најпознатијих инкарнација овог лика, често рангиран уз Четвртог Доктора Тома Бејкера. Тенант је такође играо Четрнаестог Доктора, инкарнацију лика који има исто обличје као и Десети.
У оквиру наратива серије, Доктор је неколико векова стар ванземаљски Временски господар са планете Галифреј који путује кроз време и простор у ТАРДИС-у, често са сапутницима. На крају живота, Доктор се регенерише па се због тога његов физички изглед и личност мењају. Тенантов Десети Доктор је споља харизматичан и шармантан пустолов чији допадљив и лагодан став може брзо да се претвори у праведни бес када је испровоциран. У регенерацији му претходи Девети Доктор (Кристофер Еклстон), а следи га Једанаести (Мет Смит).
Међу сапутницима ове инкарнација су и неки који су путовали са његовом претходном инкарнацијом. Помоћница у продавници Роуз Тајлер (Били Пајпер), њен дечко Мики Смит (Ноел Кларк) и бивши „временски агент” капетан Џек Харкнес (Џон Бароумaн), као и студенткиња медицине Марта Џоунс (Фрима Еџимен) и ватрена привремена сапутница Дона Нобл (Кетрин Тејт). Он се на крају растаје са свима њима до краја завршнице серијала из 2008. године, „Крај путовања”, након чега покушава да путује сам током специјала 2008–10. пре него што га је пратио Донин деда Вилфред Мот (Бернард Крибинс) у његовој последњој пустоловини у „Крају времена”.

## Преглед
Извршни продуцент Расел Т. Дејвис је оживео серију Доктор Ху након 16 година одсуства премијером епизоде „Роуз” 2005. године. Пошто је BBC објавио да ће други серијал бити наручен, појавила се прича да се Кристофер Еклстон, који је играо насловног Деветог Доктора, неће вратити за други серијал. Дана 16. априла 2005, BBC је објавио да је Дејвид Тенант добио улогу Десетог Доктора. Његово прво појављивање у серији било је 20 секунди након регенерације Деветог Доктора на крају „Раздвајања путева”. Његова прва пуна епизода у улози Доктора осим појављивања у „мини-епизоди” током специјала За децу у невољи из 2005, била је Божићни специјал исте године, „Божићна инвазија”. Затим се редовно појављивао у серијалима од 2006. до 2008. године. Уместо уобичајеног приказивања серије 2009. и почетком 2010. године, Тенант се појавио у серијалу од четири специјала. Такође је гостовао у дводелној причи АвантураСаре Џејн из 2009. године, Венчање Саре Џејн Смит. Тенант се такође појављује у две анимиране серије Потрага за бесконачношћу и Земља снова. Године 2013, Тенант је поновио своју улогу Десетог Доктора у специјалу поводом 50. годишњице „Дан Доктора” и 2023. се вратио серији као Четрнаести Доктор за три специјала поводом 60. годишњице.

## Личност
Десети Доктор говори енглеским нагласком са ушћа Темзе, а не ланкаширским дијалектом (сопственим наречјем Кристофера Еклстона) који је користио Девети Доктор, примљеним изговором већине ранијих Доктора или Тенантовим матерњим шкотским енглеским. Дејвид Тенант је 2006. године за часопис SFX рекао да га је Расел Т. Дејвис замолио да не користи свој матерњи шкотски нагласак јер је осећао да „не бисмо волели да користимо још један очигледан окружни нагласак јер претпостављам да су то урадили”. У интервјуу од 23. децембра за BBC Radio 1, Тенант је објаснио да је за божићни специјал написана реплика којом се објашњава да је у новорегенерисаног Доктора утиснут нагласак Роуз Тајлер „попут пилета које се излегло из јајета”, али ова реченица је избачена из крајње епизоде.
У аудио-књиги Последње путовање Десети Доктор наводи да није неуротипичан. Прикази личности Десетог и Једанаестог Доктора деле одређене сличности, на пример то да су обојица младалачког изгледа, енергични, дружељубиви, детињасти, „добри момци” како их је описао Стивен Мофат и, према речима Марка Гетиса „веома људски Доктори” у поређењу са другим инкарнацијама.

### Изглед
Доктор се жали да његова десета инкарнација није „риђа”. Међутим, ова инкарнација је била срећна што има залиске и што има више косе од своје претходне инкарнације. Он носи сопствену смеђу косу на различите начине у целој серији (нестилизовану у „Божићној инвазији”, у квифу стилу 1950-их у „Идиотовом фењеру” и спљоштену напред у „Одбеглој невести” и „Дану Доктора”), али ју је углавном стилизовао на наглашен начин током већег дела серије, при чему је овај стил описао његов пријатељ и касније некадашњи пратилац Вилфред Мот као „фризуру у савременом стилу. Истакнуто се истиче”. Има тамно смеђе очи и већина га, укључујући сапутнике и друге ликове, као што је његова будућа инкарнација, доживљава као „витког и помало шармантног”.
Његов костим је представљен 27. јула 2005. године. Углавном носи или тамносмеђе одело (са плавим пругама) или плаво (са зарђало црвеним пругама) са четири копче, кошуљу и кравату, или кошуљу и мајицу, светлосмеђи капут од вештачког антилопа (за који тврди да му га је поклонила Џенис Џоплин), и пар Старки у разним бојама, у зависности од свог одела. Према једном интервјуу за Parkinson, Дејвид Тенант и Расел Т. Дејвис су идеју за костим Десетог Доктора добили из одеће коју је Џејми Оливер носио на поменутој емисији непосредно пошто је Тенант преузео улогу. Дејвид Тенант је прокоментарисао да би у различитим епизодама мењао комбинацију дугмади које је закопчавао на сакоу. Тенант је сматрао да је изглед веома штреберски шик.
Доктор носи пар тамних наочара са правоугаоним оквиром, афект (заједно са својом препознатљивом обућом) позајмљен од Петог Доктора. Једном приликом носи црвено-плаве 3Д наочаре и из шале и из практичних разлога. Упркос томе што се појављују у само једној причи, наочаре су постале додатак који се обично повезује са Тенантовом инкарнацијом лика. Костим Десетог Доктора постао је толико популаран да је изазвао бројне рекреације (укључујући реплику капута Десетог Доктора са дозволом BBC-ја од AbbyShot Clothier-а и бело-црвену варијанту коју је Тенант носио када је био ко-водитељ Comic Relief-а), а костимографкиња Луиз Пејџ цитирала га је као костим на који је најпоноснија из свог рада на Доктору Хуу.

## Појављивања

### Телевизија
Девети Доктор (Кристофер Еклстон) се регенерисао у Десетог на врхунцу последње епизоде првог серијала, „Раздвајање путева” (2005). Затим се поново представио својој сапутници Роуз Тајлер (Били Пајпер) у мини епизоди За децу у невољи под називом „Поново рођен”. У божићном специјалу из 2005, „Божићна инвазија”, он је већи део епизоде провео у коматозном стању након регенерације. Пошто се на крају пробудио, он побеђује ванземаљца Сикоракса и спасава Земљу. У току борбе губи руку која поново израста захваљујући његовој недавној регенерацији. Између осталих авантура другог серијала (2006), Доктор и Роуз спасавају краљицу Викторију (Полин Колинс) од вукодлака у „Зубу и канџи” што је довело до стварања Института Торчвуд, тајне организације за борбу против ванземаљаца. У „Школском сусрету”, Доктор дели пустоловину са двоје бивших сапутника, новинарком Саром Џејн Смит (Елизабет Слејден) и псом роботом К9 (глас му је дао Џон Лисон), пре него што је преузео Роузиног дечка Микија (Ноел Кларк) као другог сапутника. ТАРДИС се провлачи кроз пукотину у Временском вртлогу због чега су насукани на паралелну Земљу где се сусрећу са Киберљудима у епизоди „Успон Киберљуди”. Пошто је спасио паралелну Земљу, Мики одлучује да остане на њој и помогне да се зауставе Киберљуди широм света упркос томе што му је Доктор рекао да се никада не може вратити у „Челичном добу”. Он и Роуз остају насукани на планети која кружи око црне рупе у „Немогућој планети” где чека Звер са екипом Торчвуда. Док је био тамо, у „Сотониној јами” Звер се руга Доктору и Роуз због Роузине смрти. Током Олимпијских игара 2012. године у епизоди „Плаши је се”, Доктор подиже олимпијски пламен и носи га до краја, званично отварајући игре. Завршница серијала се одвија у савременом Лондону где је савремени Торчвуд поприште рата између злих ванземаљаца Далека и Киберљуди из паралелног универзума. Спасавање Земље је Доктора коштало Роуз која је остала заробљена у паралелном универзуму заједно са Микијем и својом мајком у „Судњем дану”.
У завршној сцени „Судњег дана”, мистериозна невеста по имену Дона Нобл (Кетрин Тејт) необјашњиво се појављује у ТАРДИС-у. Божићни специјал из 2006. године, „Одбегла невеста”, приказује Доктора и будућу невесту Дону како спасавају Земљу. Дона спасава Доктора да не оде предалеко у својој освети ванземаљки Ракнос и, иако одбија његову понуду да путује с њим, она каже Доктору да ће му можда бити потребан нови сапутник да га држи под контролом. У трећем серијалу (2007), Доктор преузима Марту Џоунс (Фрима Еџимен) као своју нову сапутницу. Заједно су били сведоци тајанственог пророчанства Лица Боа (Струан Роџер) Доктору да „није сам” у епизоди „Шпицу”. Поново им се придружује бивши сапутник капетан Џек Харкнес (Џон Бароуман) у авантури од три епизоде која почиње са „Утопијом”, где наводно преминули највећи непријатељ и други Господар времена, Господар (Џон Сим), постаје премијер Уједињеног Краљевства и чини Доктора нагло старијим. Мартин план предвиђа да је Доктор прожет психичким енергијама света и он лако побеђује Господара који затим подмићује Доктора да уништи свет помоћу претварача црних рупа. Господар тада наизглед одбија да се регенерише и умире у Докторовим рукама. Након ове пустоловине, у расплету завршнице серијала „Последњи од Господара времена”, Џек и Марта напуштају ТАРДИС, а Доктор је шокиран када је види како се, наизглед, Титаник забија у ТАРДИС. Смештена неколико тренутака раније, друга мини-епизода За деца у невољи, „Временски крах”, садржи кратак сусрет Тенантовог Десетог Доктора и Петог (Питер Дејвисон) која укључује метахумор око чињенице да је Дејвид Тенант гледао и волео Дејвисоновог Доктора као дечак. Упоредо са трећим серијалом, Тенант позајмљује свој глас анимираној серији Потрага за бесконачношћу.
Божићни специјал из 2007. године, „Путовање проклетих”, приказује Доктора и конобарицу Астрид Пет (Кајли Миног) како спасавају Земљу од предстојећег обрушавања свемирског брода Титаник. Астрид умире јуначки, а Доктор се упознаје са Вилфредом Мотом (Бернард Крибинс). У премијерној епизоди четвртог серијала, „Партнери у злочину” (2008), Доктор се поново сусреће са Доном Нобл, Вилфредовом унуком, која постаје његова редовна сапутница. У „Планети Удова”, један Уд прориче смрт Десетог Доктора. Марта прати Доктора и Дону у три епизоде. У две, под називом „Сонтараначка варка” и „Отровно небо”, Доктор се бори са ванземаљцима гладним за ратом, Сонтаранцима, а у трећој постаје својеврсни отац Џени (Џорџија Тенант) у „Докторовој ћерки”. Он се први пут сусреће са археологом и будућом сапутницом Ривер Сонг (Алекс Кингстон) из његове перспективе у дводелној епизоди „Тишина у библиотеци” и „Шума мртвих”. Она умире, али он похрањује њену свест на хард-диск да би заувек живела пошто је прихватио да ће му она једног дана много значити. Пошто је Дона наишла на Роуз у паралелном свету у епизоди „Скрени лево”, Доктор схвата да Роузине речи упућене Дони — „Зли вук” — најављују смак света. У завршним епизодама „Украдена Земља” и „Крај путовања” (које се укрштају са спиноф серијама Торчвуд и Авантуре Саре Џејн), Доктор и Дона се поново удружују са бившим сапутницима, Роуз, Саром Џејн, Мартом, Џеком и Микијем да би спасли универзум од Давроса (Џулијан Блич), творца Далека. Доктор је смртно рањен том приликом, због чега се регенерисао, иако је одлучио да одржи лик садашњег себе док је пренео преосталу енергију у своју раније одсечену руку. Ово је довело до метакризе која ствара полуљудског Доктора (са Донином ДНК) познатог као Мета-кризни Доктор, који је одлучио да остане са Роуз у паралелном универзуму, док је Дону прожимао умом Господара времена, што је приморало Доктора да избрише сећања своје сапутнице како би јој спасао живот и оставио је са породицом. Мини-епизода Концерта Доктора Хуа „Музичка сфера” приказује усамљеног Доктора који компонује своју музичку Оду универзуму пре него што га је прекинуо мали ванземаљац Граске (Џими Ви).
Уместо серијала из 2009, Тенант се појављује као Десети Доктор без редовног сапутника у неколико специјалних епизода током 2008. и 2009. године, од којих је последња емитована на Нову годину 2010. У божићном специјалу „Следећи Доктор”, Доктор погрешно верује да је упознао каснију инкарнацију себе у Лондонцу са амнезијом (Дејвид Мориси), са којим спашава Лондон из викторијанског доба. „Планета мртвих” (ускршњи специјал из 2009) приказује крадљивицу драгуља, леди Кристину де Соузу (Мишел Рајан), као Докторову једнократну сапутницу, а Доктору је представљено пророчанство о његовој непосредној смрти, а једна жена му говори: „Он ће покуцати четири пута”. Тенант се појављује у кросовер епизоди у дводелној завршници Авантура Саре Џејн „Удаја Саре Џејн Смит” у којој моћно биће познато као Преварант (Пол Марк Дејвис) такође алудира на скору смрт Десетог Доктора. У „Водама Марса”, Доктор покушава да измени историју и спречи смрт једнократне сапутнице, Аделајд Брук (Линдзи Данкан). Када је она извршила самоубиство, он почиње да осећа како га смртност оптерећује. У анимираној серији Земља снова, Доктору се придружују два једнократна сапутника из 1950-их у Розвелу у Новом Мексику. У дводелном испраћају „Крај времена”, Доктор се суочава са Удовима око њиховог првобитног пророчанства и долази на савремену Земљу где, у другом делу, поново васкрсли Господар враћа Галифреј и Господаре времена у постојање, иако се искупљује помажући Доктору да победи лорда председника Расилона (Тимоти Долтон) пре него што је нестао заједно са осталим Господарима времена. Међутим, Вилфред се налази заробљен у комори која ће бити преплављена зрачењем. Четири пута је покуцао на стаклена врата, испуњавајући пророчанство о Докторовој смрти. Доктор жртвује свој живот да би спречио Вилфредову смрт, излажући се 500.000 рада смртоносног зрачења и покрећући своју регенерацију. Он је задржава неко време, током ког посећује неке бивше сапутнике.[a] Он даје Дони добитну срећку на дан њене удаје, купујући је новцем који је позајмио од њеног покојног оца у прошлости, спасава Марту и Микија од снајпера Сонтаранаца, Лука (Томи Најт), сина Саре Џејн од кола, упознаје Џека са могућим партнером (Расел Тови) и на крају обавештава Роуз 2005. да јој предстоји „сјајна година”. Када је ушао у ТАРДИС-у почиње да се регенерише, а његове последње речи биле су: „Не желим да идем”.
Тенант је поновио улогу за 50. годишњицу серије у „Дану Доктора” (2013), појављујући се заједно са својом будућом инкарнацијом Једанаестим Доктором (Мет Смит), будућом сапутницом Кларом Освалд (Џена Колман) и заборављеном прошлом инкарнацијом, Ратним Доктором кога игра Џон Херт. У специјалу који се из перспективе Десетог Доктора дешава између специјала из 2008–2010. „Вода Марса” и „Краја времена”, Доктор се ненамерно жени краљицом Елизабетом I (Џоана Пејџ) док мами Зајгонца. Он помаже другим Докторима да спасу Галифреј на крају Временског рата, али не задржава сећања на догађај. Његове последње речи су још једном „Не желим да идем” пошто му је речено да ће умрети на Трензалору.
По завршетку специјала из 2022, Тринаести Доктор се регенерише у Четрнаестог који има исти лик као Десети.

### Пародије
Дејвид Тенант је такође имао бројна кратка појављивања као Доктор изван Доктора Хуа, често у шаљивим појављивањима. Певачица и глумица Шарлот Черч пародирала је Доктора Хуа заједно са глумцем који игра Десетог Доктора у сопственој емисији Шоу Шарлот Черч (2006). У појављивању у емисији Пројекат петком увече 2007. године, Тенант игра женског пратиоца Десетог Доктора (Џастин Ли Колинс) на Ружичастој планети где се суочавају са ванземаљским Геј господаром (Алан Кар). Када је емисија постала Пројекат недељом увече, Кетрин Тејт се појавила у скечу у којем је глумила Десетог Доктора. Тенант је глумио заједно са Кетрин Тејт у њеном специјалу Шоу Кетрин Тејт (2007), где се нашао у улози господина Логана, учитеља Лорен Купер (коју је глумила Тејтова), кога Лорен задиркује због његове сличности са Доктором. На крају се открива да је он стварно Десети Доктор и смањује Лорен у акциону фигуру Роуз Тајлер од 12 милиметара. У последњој епизоди Статиста (децембар 2007), кратка сцена приказује Доктора и неидентификовану сапутницу из Поморске службе које је напао Шлонг, ванземаљац налик на пужа кога игра Енди Милман (Рики Џервејс). Десети Доктор се такође појављивао у политичкој сатири. У епизоди Мртвих звона из 2007. када се суочава са питањем наследства Гордона Брауна, Тони Блер (имитатор Џон Калшо) се регенерише у Дејвида Тенанта пошто је обећао да се „Нова Лабуристичка партија потпуно брине о обнови”, касније обећавајући још 100 година власти. Тенант мења своју прву реплику из епизоде „Раздвајање путева” („Нови зуби, то је чудно”), у „Нови лабуристи, то је чудно” и наставља да се обраћа јавности имитирајући Тонија Блера налик на Калшоа. Тенант је такође гостовао у улози своје инкарнације Доктора у једној епизоди Породичног човека (2016). Касније је играо улогу у пуном костиму за скеч са Мапетовцима у наступу уживо у О2 Арени 2018. године.

### Књижевност
Као заштитно лице франшизе Доктор Ху у периоду 2005–2010, Десети Доктор се појављивао у спиноф медијима Доктора Хуа; у већини ових серија, лик једноставно заузима место Деветог Доктора, а заузврат га замењује Једанаести након дебија серијала из 2010. Све романе са Десетим Доктором објављује издавачка кућа BBC Books. Лик се појављује у романима Новог низа пустоловина у распону од Камене руже (април 2006) до Крилитанске олује (септембар 2009). Неколико романа Одлучите своју судбину објављено је између јула 2007. и марта 2008, као и пет књига објављених у оквиру Подстицаја за брзо читање, пројекта описмењавања одраслих који је спонзорисала британска влада. BBC Children's Books је објавио сопствену серијал од 10 делова, Мрачно наслеђе, подржану интерактивном веб-страницом. Поред тога, приповетке се често објављују у Часопису Доктор Ху, серији Приче о Доктору Хуу (издања 2007–2010), веб страници BBC-ја, годишњим часописима и слично. Један пример је прича „Подстанар” Гарета Робертса, касније адаптирана у истоимену телевизијску епизоду са Једанаестим Доктором. Националне новине The Daily Telegraph и The Sunday Times објавиле су по једну приповетку о Десетом Доктору са божићном темом. Поред тога, Десети Доктор се појављује у новелизацији његове кросовер епизоде из серије Авантуре Саре Џејн. Десети Доктор се такође често појављује у стриповима, замењујући Деветог Доктора у онима објављеним у Часопису Доктор Ху и Авантурама Доктора Хуа за млађу публику и Доктор Ху: Битке у времену. Амерички издавач стрипова је првобитно објавио мини-серију са Десетим Доктором и Мартом Џоунс између јануара и јуна 2006. године. Након тога је уследила серија у наставцима са Десетим Доктором у јулу 2009, смештена током специјала 2008–10. и која је објављена у шеснаест издања пре поновног покретања са Једанаестим Доктором. У причама смештеним после „Краја путовања”, Доктора прате бројни једнократни и стални сапутници који се не појављују у телевизијској серији.
Осим литературе о Доктору Хуу, стрип-аутор Џорџ Џинти укључио је кратко појављивање Десетог Доктора и Роуз у панелу епизоде осме сезоне Бафи, убица вампира „Нема будућности за тебе”. Десети Доктор је коришћен у америчком сатиричном политичком цртаном филму Овај савремени свет. Долазећи у 2003. годину, Доктор наговештава Чудесном пингвину Спаркију (главном лику стрипа) да би за пет година следећи амерички председник могао бити црнац са средњим именом Хусеин чији је отац био муслиман. Лик се такође појавио у причи веб-комичног ПвП-а, у којем лик Брент Сијена халуцинира да се материјализује у ТАРДИС-у.

### Аудио драме
Као што је био случај са BBC Books романима, Десети Доктор је заменио Деветог као лице серије Доктор Ху аудио књига почевши од Дератизације у мају 2008. и завршавајући са Прекидом у марту 2010. године. Већину чита Дејвид Тенант, осим једне коју је прочитала Мишел Рајан и две које је прочитала Кетрин Тејт. Бројни романи са Десетим Доктором такође су скраћени и претворени у аудио-књиге, поново са нарацијом Дејвида Тенанта заједно са осталим члановима глумачке екипе као што су Фрима Еџимен и гостујућим глумцима телевизијских серија као што су Џорџија Тенант, Реџи Јејтс и Ентони Хед. Последња од њих, Пресуда Џадуна, објављена је 2009. године.
Дана 26. октобра 2015, објављено је да ће Тенант поновити своју улогу у Авантурама Десетог Доктора, серији аудио прича које је продуцирао Big Finish Productions. Први том прича, у коме се појавила Кетрин Тејт као Дона Нобл, састоји се од Технофобије, Отимача времена и Смрти и краљице које су објављене у мају 2016. године. У другом тому прича Били Пајпер је поновила своју улогу Роуз Тајлер поред Тенанта. Приче су се састојале од Срамота Зароса (са Камил Кодури у улози Џеки Тајлер), Мача Шевалијеа и Хладне освете које су објављене у новембру 2017. године. Трећи том је објављен у мају 2019, још једном са Кетрин Тејт у улози Доне Нобл у причама Нема места (са Џеклин Кинг као Силвијом Нобл и Бернардом Крибинсом као Вилфредом Мотом), Једна миља доле и Пузава смрт.
Изван серије Авантуре Десетог Доктора, Дејвид Тенант се појавио као Доктор у неколико специјалних издања за Big Finish. Имао је кратка појављивања на крају серије Џени – Докторова ћерка и последњој причи специјала Big Finish-а поводом годишњице са више Доктора, Наслеђе времена. Десети Доктор се појавио у причи Дона Нобл: Киднапована!, спиноф серији са Кетрин Тејт у улози Доне Нобл. Године 2020, Тенант се појавио заједно са Томом Бејкером као Четвртим Доктором у првој причи трилогије Ван времена и играо је у три аудио драме заједно са Алекс Кингстон у улози Ривер Сонг у Десетом Доктору и Ривер Сонг. Тенант је такође снимио кратко појављивање за које није био потписан у осмом серијалу Дневника Ривер Сонг као Доктор.
Године 2021, поред своје улоге у деветоделној саги о Далек универзуму (у којој је Десети Доктор заробљен у универзуму пре Временског рата и одвојен од ТАРДИС-а), Тенант је поновио улогу Десетог Доктора за други део трилогије Ван времена, борећи се против Киберљуди са Петим Доктором (Питер Дејвисон) у Капијама пакла. Као део приче на више платформи Победоносни Господар времена, Тенант је глумио у Одјецима изумирања заједно са Полом Мекганом као Осмим Доктором. Требало је да буде први Доктор који ће се појавити у спиноф серији Торчвуд, у којој би се поново нашао са Џоном Бароуманом као капетаном Џеком Харкнесом и Гаретом Дејвидом-Лојдом као Јантом Џоунсом за Одсутне пријатеље. Међутим, док је ова прича снимљена, њено објављивање је отказано у мају 2021.
Трилогија Ван времена закључена је у јуну 2022. са Намигом, у којем се Десети и Шести Доктор боре против Уплаканих анђела. Истог месеца, Тенант се појавио као Доктор у седмом серијалу Ратног Господара насупрот Дереку Џејкобију у улози Господара. У септембру 2022, Big Finish је објавио серијал са Десетим Доктором, Класични пратиоци, који поново уједињује Доктора са К], Ејс, Лилом и Нисом; он преузима К9 из временске аномалије, помаже алтернативној варијанти Лиле да спаси село, спасава Нису од злочинаца користећи технологију Господара времена као део преваре, а затим напушта К9 са Ејс пошто су зауставили Аксоса („Канџе Аксоса”) од бекства из затвора у временској петљи.
Обележавајући 60. годишњицу серије, Big Finish је издао серијал Бивши и будући у којој је неодређена инкарнација Доктора (касније откривена као Ратни Доктор) нападнута оружјем које узрокује да се насумично пребацују између прошлих и будућих инкарнација. Тенант се појављује као Десети Доктор у Инвазији марсоваца на Планетоид 50 заједно са Мишел Гомез у улози Миси. Ова продукција је снимљена у октобру 2020, много пре него што је Тенант добио улогу Четрнаестог Доктора за телевизијске специјале поводом 60. годишњице.
Десети Доктор је имао и друга појављивања за Big Finish која нису укључивала Тенанта, користећи друге глумце који су позајмили глас Доктору. У априлу 2018. године, Хронике Десетог Доктора су садржале четири нове приче и глумца Џејкоба Дадмена у улози Доктора и приповедача. Џеклин Кинг и Мишел Рајан поновиле су своје улоге Силвије Нобл и леди Кристине де Соузе. Черчилове године су укључивале приче са Винстоном Черчилом какве су се појавиле у серији – где га је глумио Ијан Мекнис приповедајући у лику – који се сусреће са разним инкарнацијама Доктора, укључујући Десетог Доктора у епизодама Прогон и Победоносни Черчил. Исто тако, Десети Доктор се појављује у три епизоде Прича са Нове Земље које је читао Киран Хоџгсон.
У низу Кратких савета, Десети Доктор се појавио у дводелној причи Џага и оживљавања Лајтфута заједно са Једанаестим Докторомм коју приповедају Кристофер Бенџамин и Тревор Бакстер. Камил Кодури је поновила своју улогу Џеки Тајлер да би испричала пар прича које приказују метакризног двојника Десетог Доктора у Опсади Биг Бена и Бексту у Хал, смештеним на паралелној Земљи.

### Видео-игре
Десети Доктор се појављује заједно са осталим инкарнацијама Доктора као лик који се може играти у видео-игри LEGO Dimensions из 2015. године. Приказан је у капуту и смеђом оделу на пруге. Лик користи гласовне реченице преузете из BBC архиве. Унутрашњост његовог ТАРДИС-а је место које играчи могу истражити.
Он, као и Тринаести Доктор, појављује се као лик за игру којег су корисници могли бесплатно купити у продавници аватара у оквиру видео-игре Roblox на ограничено време, који је такође садржао Птинг као додатак за раме и ТАРДИС у облику ранца. Ове ставке су додате као део спонзорства између Roblox Corporation-а и BBC-ја за промовисање завршнице 12. серијала.

## Пријем
Десети Доктор је био изузетно популаран међу обожаваоцима серије. Добио је признање критике због своје сложености и хуманости и сматра се једном од најбољих инкарнација Доктора. BBC је отишао толико далеко да је разматрао да оконча серију 2010. године, мислећи да ће пропасти без Тенанта. Године 2006, читаоци Часописа Доктор Ху прогласили су за Тенантовог Доктора за „најбољег Доктора” испред вишегодишње омиљеног Тома Бејкера. Такође је освојио Националну телевизијску награду за најпопуларнијег глумца 2006. и 2007, као и награду за изванредну драмску улогу 2008. и 2010. године. У анкети коју је спровео часопис Radio Times у марту 2007. године, Тенантов Доктор је проглашен за „најкул лик на телевизији”. IGN је Десетог Доктора рангирао као најбољег Доктора 2011. године. Године 2013, IGN је поново рангирао Тенанта као најбољег Доктора, заједно са Daily Mirror-ом и Radio Times-ом, а Били Пајпер такође је изабрана за најбољу сапутницу. Корисници -а су такође изгласали Дејвида Тенанта за најбољег Доктора 2013. године. Корисници -а су такође прогласили Тенанта за „Врхунског Доктора” исте године. Гласачи на веб-сајту Digital Spy су такође 2013. оценили Тенанта као најбољег Доктора са 50,05% гласова и поново 2015. године. Читаоци The Daily Telegraph-а су 2014. изгласали Тенанта за најбољег глумца који је играо Доктора.
Џена Колман која је играла Клару Освалд и која се појавила са Тенантом у „Дану Доктора”, рекла је да је он њен омиљени Доктор, заједно са Томом Бејкером. Писац Тери Прачет сматрао је Тенантову инкарнацију најбољим Доктором.
Читаоци веб-сајта Digital Spy су 2016. године прогласили Десетог Доктора за најбољи ТВ лик 21. века.